# Tatu
Tatu sunt mamifere placentare mici cunoscute datorită armurii lor formate de plăci osoase și cornoase mobile. Dasypodidae sunt unica familie vie a ordinului Cingulata, care face parte din supraordinul Xenartha împreună cu furnicari și leneși. Cuvântul tatu este de origine tupi și a venit în română prin intermediul limbilor portugheză și franceză; în spaniolă, acestor animale li se spune armadillo (micul blindat), denumire preluată și în engleză.
Tatu este și un record pentru lumea animală a  Americii de Sud. Este considerat ca cel mai deosebit animal.
Însă cu părere de rău ea este pe cale de dispariție deoarece pielea lui e folosită de către medici în diverse experimente.
Tatu este pe primul loc ca cel mai experimentat animal.
Pentru a contribui la înmulțirea lor au fost aduși perechi la diverse parcuri naționale care îi va ajuta să se înmulțească.Puii de tatu la început seamănă cu niște rozători apoi pielea lor se dezvoltă și se face mare si destul de frumoasă.
Coada sa este de circa 30 și 35 cm. Capul său e mijlociu. Îi place să se hrănească cu diverse muște,furnici și alte insecte.
Gura sau botul său seamănă cu botul unui porc. Se mai hrănește cu frunze,flori și altele.
Pielea lui e destul de aspră și tare aproape ca cea a țestoasei.
Poate crește până la înălțimea de 1 sau 1.5 metri.
Pe deasupra „carapacei” sale cresc fire de păr.